# Contar hasta diez
 Contar hasta diez, conocida también como Buen viaje, Ramón, es una película de Argentina filmada en Eastmancolor dirigida por Oscar Barney Finn sobre su propio guion que se estrenó el 2 de mayo de 1985. Protagonizada por Oscar Martínez, Héctor Alterio y Arturo Maly. Coprotagonizada por Osvaldo Bonet, Arturo Bonín, María José Demare, Susana Lanteri y Elena Tasisto. También, contó con las actuaciones especiales de China Zorrilla, Olga Zubarry, Selva Alemán, Arturo Puig, Eva Franco, Julia von Grolman y María Luisa Robledo.

## Sinopsis
Un hombre llega a Buenos Aires para buscar a su hermano desaparecido durante el gobierno militar.

## Reparto
| Actor               | Personaje      |
| ------------------- | -------------- |
| Oscar Martínez      | Ramón Vallejos |
| Héctor Alterio      |                |
| Arturo Maly         | Pedro Vallejos |
| María Luisa Robledo |                |
| Julia von Grolman   |                |
| Eva Franco          |                |
| Arturo Puig         |                |
| Selva Alemán        |                |
| Olga Zubarry        |                |
| China Zorrilla      |                |
| Osvaldo Bonet       |                |
| Arturo Bonín        |                |
| María José Demare   |                |
| Susana Lanteri      |                |
| Elena Tasisto       |                |
| Jorge Marrale       |                |
| Ricardo Fasán       |                |
| Lorenzo Quinteros   |                |
| Cristina Lastra     |                |
| Christian Diaz      |                |

## Premios y candidaturas
El filme fue seccionado en el Festival Internacional de Cine de Berlín de 1985 como candidato al Premio oso de Oro.

## Comentarios
CDM en La Voz del Interior escribió:

«Una historia que parece haber sido escrita con desapasionamiento, pese a los gritos de algunos personajes.»

Mariano Vera en La Prensa escribió:

«A partir de un drama individual fácilmente identificable, se puede llegar a vislumbrar la tragedia colectiva de toda una colectividad.»

La Razón opinó:

«La melancolía del destierro interior, indicios, en un bello film nacional… Oscar Martínez entrega calidez a su Ramón… es el mejor filme de Oscar Barney Finn. Su obra más personal.»

Manrupe y Portela escriben:

«Uno de los pocos títulos sobre desaparecidos que va más allá del asunto sin ser oportunista. Coincidente en su momento con la exhibición de La historia oficial no tuvo la misma repercusión.»